# Aeroporto Internacional do Barém
O Aeroporto Internacional do Barém é um aeroporto internacional localizado em Muharraq, em uma ilha no extremo norte do Barém, cerca de sete quilômetros (quatro milhas) a nordeste do centro da capital, Manama. É o principal hub para a Gulf Air e a Air Bahrain.
Um BD113m ($ 300 milhões) um programa ampliação e remodelação foi lançado no terceiro trimestre de 2006, que verá a criação de um novo parque de estacionamento multi-andares e um complexo de varejo adjacente ao edifício do terminal principal. A expansão também inclui uma reestruturação da pista principal, com novas vedações, estado-da-arte dos sistemas de segurança adicionais e de baías estacionamento de aeronaves. Uma pista 12R/30L que será maioritariamente utilizado como um taxiway.
O aeroporto tem uma classificação de três estrelas pela Skytrax, como aeroporto de exercício, juntamente com outros sete aeroportos.

## Estatísticas
| Ano  | Passageiros | Cargo Tratadas (toneladas) | Cargas (1000s lbs) | Movimento comercial |
| ---- | ----------- | -------------------------- | ------------------ | ------------------- |
| 1998 | 3,434,812   | NA                         | NA                 | NA                  |
| 1999 | 3,950,000   | NA                         | NA                 | NA                  |
| 2000 | 3,975,000   | NA                         | NA                 | NA                  |
| 2001 | 3,991,623   | 156 466                    | 344 944            | 60 490              |
| 2002 | 4,147,105   | 180 823                    | 398 642            | 61 965              |
| 2003 | 4,296,979   | 237 922                    | 524 522            | 69 493              |
| 2004 | 5,200,000   | 301 906                    | 665 581            | 72 530              |
| 2005 | 5,581,503   | 334 832                    | 738 170            | 73 891              |
| 2006 | 6,114,638   | 320 492                    | 706 556            | 74 182              |

## Lihas aéreas e destinos
- Air Arabia (Sharjah)
- Air India (Cochin, Doha, Trivandrum)
  - Indian Airlines (Calicut, Cochin, Doha)
  - Air India Express (Doha, Calicut, Cochin, Mangalore, Mumbai, Trivandrum)
- Bahrain Air (Aleppo, Alexandria, Amman, Assiut [begins November 26], Beirut, Damascus, Dammam, Doha, Dubai, Khartoum [begins December 16], Kochi, Kuwait, Luxor, Mashad)
- British Airways (Doha, London-Heathrow)
- Cathay Pacific (Dubai, Hong Kong)
- Cyprus Airways (Larnaca)
- EgyptAir (Cairo)
- Emirates (Dubai)
- Ethiopian Airlines (Addis Ababa, Kuwait)
- Etihad Airways (Abu Dhabi)
- Gadair European Airlines (Madrid)
- Gulf Air (Abu Dhabi, Amman, Athens, Bangalore, Bangkok-Suvarnabhumi, Beirut, Cairo, Chennai, Cochin, Damascus, Dammam, Delhi, Dhaka, Doha, Dubai, Frankfurt, Hyderabad, Islamabad, Istanbul-Atatürk, Jakarta, Jeddah, Karachi, Kathmandu, Khartoum, Kuala Lumpur, Kuwait, Lahore, Larnaca, London-Heathrow, Manila, Mashad, Mumbai, Muscat, Paris-Charles de Gaulle, Peshawar, Riyadh, Sanaa, Shanghai-Pudong, Shiraz, Tehran, Trivandrum)
- Iran Air (Dubai, Kuwait, Mashad, Shiraz, Tehran-Imam Khoemeini)
- Iran Aseman Airlines (Dubai)
- Jazeera Airways (Kuwait, Dubai)
- Jet Airways (Mumbai, Kochi)
- Jordan Aviation (Aqaba)
- KLM Royal Dutch Airlines (Abu Dhabi, Amsterdam)
- Kuwait Airways (Doha, Kuwait)
- Lufthansa (Frankfurt, Abu Dhabi)
- Mahan Air (Tehran-Imam Khoemeini)
- Malaysia Airlines (Kuala Lumpur) [seasonal]
- Nile Air (Cairo)[Planned, beginning when airline launches services]
- Oman Air (Doha, Muscat)
- Pakistan International Airlines (Doha, Karachi, Lahore)
- Qatar Airways (Doha)
- Royal Jordanian (Amman)
- Saudi Arabian Airlines (Jeddah, Madinah, Riyadh)
- Spirit of Manila (Dubai, Manila-Clark) [begins winter 2008][1]
- SriLankan Airlines (Abu Dhabi, Colombo)
- Syrian Arab Airlines (Damascus)
- Tunisair (Kuwait, Tunis)
- Turkish Airlines (Doha, Istanbul-Atatürk)
- Wataniya Airways (Kuwait)[Planned, beginning when airline launches services]
- Yemenia (Dubai, Sanaa)

## Linhas cargueiras
- Air France Cargo
- British Airways Cargo
- DHL Cargo
- Emirates SkyCargo
- Falcon Air Express
- Falcon Express Cargo Airlines
- FedEx Express
- Kalitta Air Cargo
- Lufthansa Cargo
- Martinair Cargo
- TNT Airways
- Gulf Air Cargo
- Qatar Airways Cargo